# Хэйдон, Элизабет
Элизабет Хэйдон (англ. Elizabeth Haydon; род. 1965) — современная американская писательница, пишущая в жанре фэнтези.
Отец — офицер ВВС США. С раннего детства много путешествовала вместе со своей семьей. Элизабет Хэйдон замужем, у неё трое детей. Живет с семьей на Восточном побережье США. Основным хобби является антропология и фольклор, музыка, умеет играть на арфе и петь мандригалы в средневековом стиле.
Популярность как писательнице ей принесли книги серии «Симфония веков».

### Симфония веков

#### Трилогия «Рапсодия»
- Рапсодия: Дитя крови (1999)

Аннотация: 
Их трое, Рапсодия, Акмед и Грунтор, и каждый из них владеет определенной сверхъестественной силой. Чтобы спастись от врагов, они уходят под землю и отправляются в путешествие по корням Великого Белого Дерева. Но за время их путешествия минует полторы тысячи лет, и на планете происходят катастрофические изменения. Единственное, что не меняется, это древнее зло.
- Пророчество: Дитя Земли (2001)

Аннотация:
По совету драконихи Элинсинос Рапсодия, Певица Неба, отправляется в царство лиринов, чтобы у лучшей в мире воительницы Элендры обучиться секретам владения своим магическим мечом Звездным Горном. Ибо илиаченва'ар, владеющий мечом, должен стать спасителем мира от страшного демона ф'дора, стремящегося этот мир уничтожить.
- Судьба: Дитя Неба (2002)

Аннотация:
Восстановить былую силу короны лиринов и объединить их в одно королевство — вот задача, стоящая перед Рапсодией и её друзьями. Вторая задача, еще более сложная, — воссоздать империю намерьенов. Но для этого нужно справиться с ф`дором, неуловимым демонов, вселяющимся в чужие сердца.

#### Промежуточные книги
- Реквием по солнцу (2003)

Аннотация:
Рапсодия, королева лиринов, и Гвидион из Маносса избраны правителями объединившихся королевств возрождающейся намерьенской империи. Императрица Темных земель, правящая в Сорболде, готова пойти на сотрудничество с новым союзом, но умирает при загадочных обстоятельствах. Эши, супруг Рапсодии, срочно выезжает в Сорболд, Рапсодия же отправляется к драконице Элинсинос. Рапсодия не подозревает, что ф'дор, демон огня, вновь вышел из подземной темницы, чтобы отомстить ей за нарушенную когда-то клятву.
- Элегия погибшей звезды (2004)

Аннотация:
Драконица Энвин, лежащая в гробнице из обожженной земли, пробуждается от смертного сна. Жаждущая мщения, она стремится найти Рапсодию, чтобы убить её. Но зло не ходит по свету в одиночку. Талквист, преступный регент империи Сорболд, получает в свои руки мощное оружие против королевского союза намерьенов — сына демона огня ф'дора. Чувствуя прилив мирового зла, Спящее Дитя, таящееся в земных глубинах, страдает в невыносимых муках. Друзья Рапсодии — Акмед, король фирболгов и Грунтор, командир его королевской армии, — в который раз отправляются в опасный поход, чтобы сохранить неустойчивое равновесие мира.

#### The War of the Known World Trilogy
- The Assassin King (2006)

### The Lost Journals of Ven Polypheme
- The Floating Island (2006)
- The Thief Queen's Daughter (2007)
- The Dragon's Lair (2009)
- The Tree of Water (в работе)

## Премии и номинации
- Номинация на премию Crawford Award, 2000